# گشت امبا آلاگی
گشت امبا آلاگی (ایتالیایی: La pattuglia dell'Amba Alagi) فیلمی در ژانر جنگی و درام به کارگردانی فلاویو کالتساوارا محصول سال ۱۹۵۳ است.

## بازیگران
- لوچانو تایولی در نقش Luciano
- میلی ویتاله در نقش Maria
- دانته ماجو در نقش Ciccillo
- جورجو د لولو در نقش Carlo
- الگا سولبلی در نقش Carmela
- آلدو سیلوانی در نقش Giovanni's Old Teacher
- روبرتو موری در نقش Turi
- کارلا کالو در نقش Elena
- نینو پاوسه در نقش The Major
- آنا کامپوری در نقش The Major's Wife
- Mario Terribile در نقش Giovanni
- Annette Ciarli در نقش Marianina
- Nino Milano در نقش Carmine